# Le Misanthrope (téléfilm, 1994)
Pour les articles homonymes, voir Misanthrope (homonymie).
Le Misanthrope est un téléfilm français réalisé et mis en scène par Jacques Weber, d'après la pièce de théâtre Le Misanthrope ou l'Atrabilaire amoureux de Molière. Il a été enregistré et diffusé en direct sur Canal+ le 2 mai 1994.